# Vladimir Pilguy
Vladimir Mikhailovich Pilguy - em russo,  Владимир Михайлович Пильгуй (Dnipropetrovsk, 26 de janeiro de 1948) é um ex-futebolista ucraniano e soviético que atuava como goleiro, medalhista de bronze em Munique 1972 e Moscou 1980.

## Carreira
Pilguy iniciou a carreira Dnipro em 1969. No ano seguinte, assinou com o Dínamo de Moscou, inicialmente como reserva de Lev Yashin. Com a aposentadoria do Aranha Negra em 1971, virou titular da equipe, mantendo o status por uma década. Aposentou-se como jogador em 1983, no Kuban Krasnodar.
Na Seleção Soviética, foram 12 jogos pela equipe principal, entre 1972 e 1977. Disputou as Olimpíadas de 1972 e 1980, tendo conquistado a medalha de bronze em ambas, e a Eurocopa de 1972, como reserva de Yevgeniy Rudakov.